# Chiesa di Maria Maddalena
La chiesa di Maria Maddalena (in russo Храм Марии Магдалины?, Chram Marii Magdaliny) è una chiesa della Chiesa ortodossa russa che si trova sul Monte degli Olivi, presso l'Orto del Getsemani a Gerusalemme.

## Storia
La chiesa è dedicata a Maria Maddalena, seguace di Gesù, che secondo il sedicesimo capitolo del Vangelo di Marco per prima lo vide risorto. La chiesa, che riprende il tradizionale stile architettonico russo del XVI secolo ed include sette cupole dorate, fu edificata nel 1886 dallo zar Alessandro III di Russia, in memoria di sua madre l'imperatrice Marija Aleksandrovna.
Nella chiesa sono state sepolte le salme della granduchessa Santa Elizaveta Feodorovna, della sua consorella Varvara Jakovleva, e delle principesse Alice di Battenberg e Tat'jana Konstantinovna Romanova; quest'ultima fu badessa dell'annesso convento, fino alla morte nel 1979.